# Zvoník

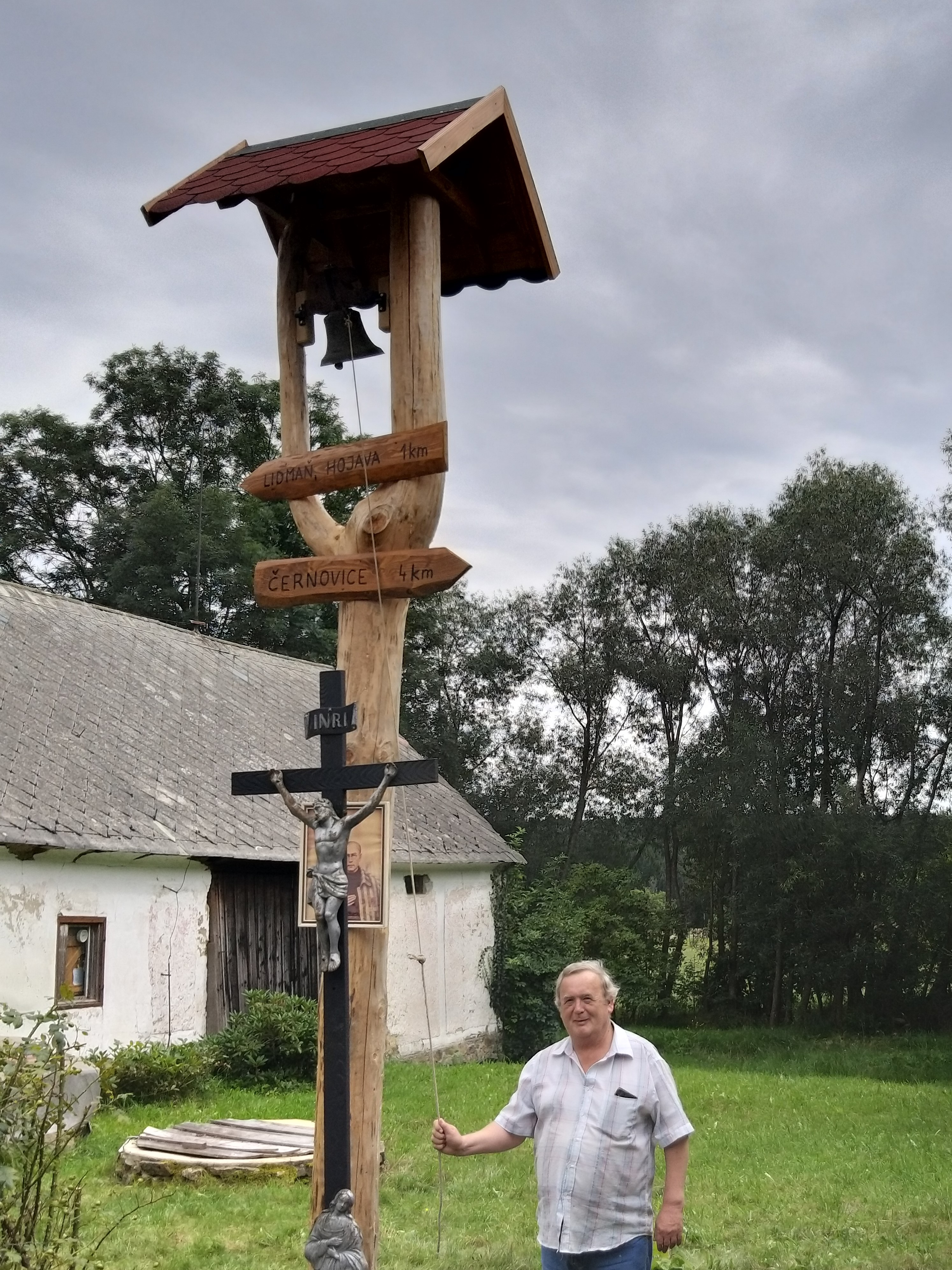
Povolání zvoník je díky elektronickému ovládání zvonu už na ústupu a vykonávají jej jen dobrovolníci a nadšenci, je však stále ceněno, ať už vysokými politiky a nebo hlavami církve.

Zvoník je povolání, jehož úkolem je rozeznít zvon.
Největší rozkvět povolání zvoník byl v osmnáctém století. V některých menších kostelích neexistovalo samostatně a zvonění obstarával kostelník. U vesnických zvoniček dostal zvonění na starost jeden z občanů, mnohdy ten, na jehož pozemku stála zvonička. Tradice povolání zvoníků se v rodině dědila.

## Historie
Za socialismu se zvony ohlašoval radioaktivní poplach.

## Současnost

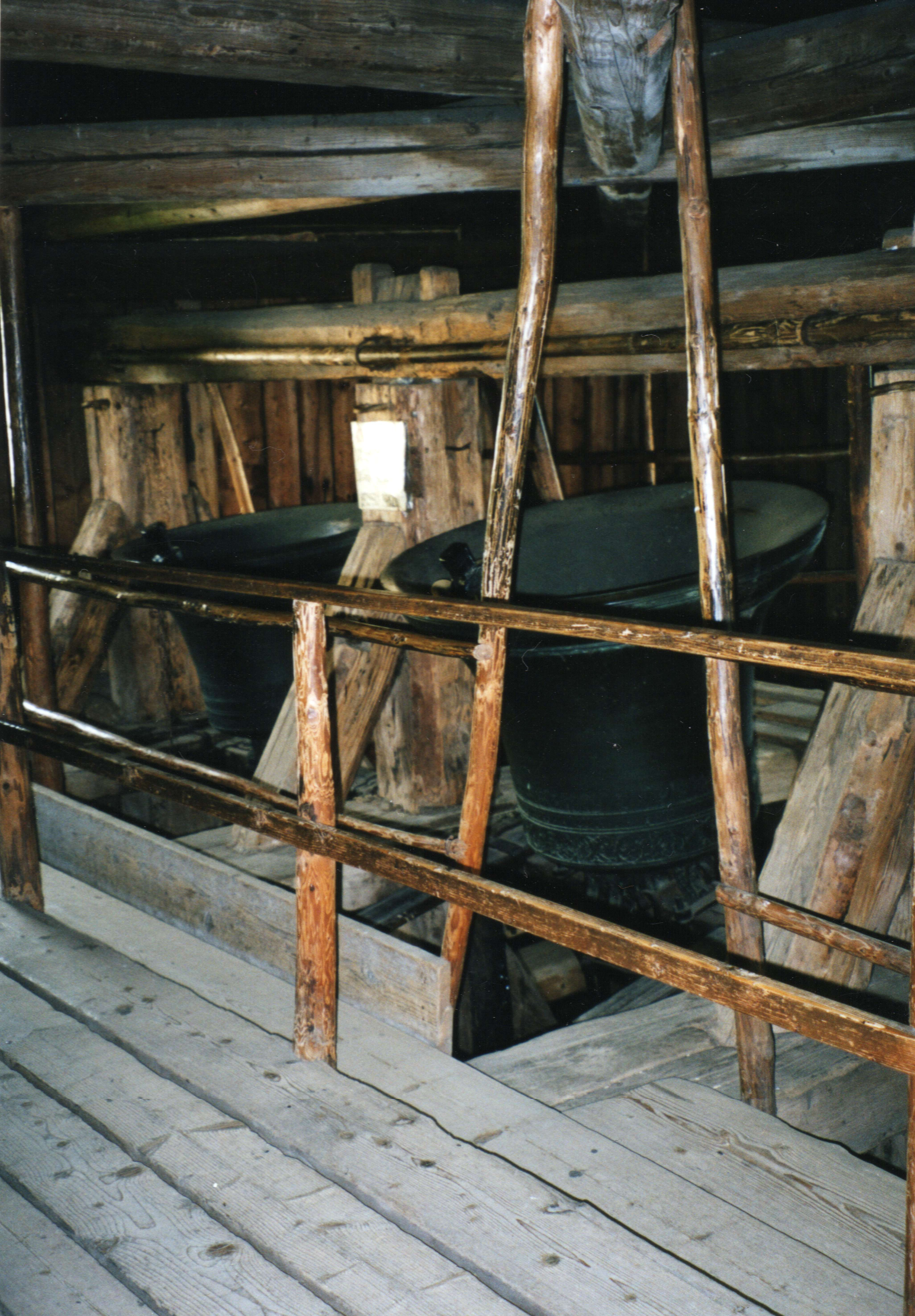
Rovensko zvony

Zvoněním dnes se na vesnicích ohlašují mše a další církevní obřady, jako například pohřby. Ve velkých městech se zvoní už jen při významných událostech. Zvony pražské katedrály se například rozezněly, na deset minut, v době, kdy byla ničivým požárem zachvácena pařížská katedrála Notre-Dame. Svatovítští zvoníci tak chtěli dát najevo smutek a solidaritu s neštěstím sesterského chrámu.
Nejznámějším zvoníkem je Zvoník od Matky Boží. Právě jeho příběh se odehrává v tomto pařížském chrámu. Třeba, že jde jen o smyšleného hrdinu historického románu francouzského romantického spisovatele Victora Huga.

## Zdravotní rizika
Povolání zvoník má i svou stinnou stránku. Většina zvoníků má kvůli hlučnosti trvalé problémy se sluchem, úplné ztrátě sluchu se brání nošením chráničů sluchu.[zdroj⁠?!] Zvoníci malých vesnických zvoniček jsou vystaveni menšímu zdravotnímu riziku, než ti co pracují ve velkých zvonicích kostelů a katedrál, těm jednak hrozí riziko prasknutí zvonu, kdy mohou být zasaženi odlomenou střepinou, jednak hrozí riziko pádu, protože zvoník doslova balancuje na trámech zvonice, několik metrů nad zemí.[zdroj⁠?!]

## Sdružení zvoníků
Sdružení zvoníků existují po celém světě. V Cambridge se nazývá Societies Fair a jeho členové  každou sobotu chodí zvonit do kostela a na věž. Jejich zvonění se od ostatních liší, jedná se o takzvané výměnné zvonění. Výměnné zvonění je typ zvonění na sadu naladěných zvonů v sériích vzorů, které se nazývají výměny. Výměny jsou přesně matematicky definovány. Výměnné zvonění se liší od zvonkoher tím, že se nesnaží o vytváření melodie.

## Ocenění
Zelený čtvrtek je dnem, kdy britská královna Alžběta II osobně obdarovává za služby zaměstnance Windsor Castle, mezi ně patří i zvoníci, jedním z každoročně obdarovaných je zvoník ze Sunbury na Temži Thomas Brock, kterému bylo v roce 2019 sto let a je tak nejstarším zvoníkem na světě. Stal se jím, když mu bylo sedm let.
V Čechách se pravidelně slaví 30. dubna. Den zvoníků. Na tento den jsou pozváni nejen zvoníci z Čech, ale i ze zahraničí. V tento den je jim pražským arcibiskupem poděkováno za jejich službu a symbolicky věnován soudek plzeňského piva.